# اولاد سید میهوب
اولاد سید میهوب (به عربی: اولاد سید المیهوب) یک شهرداری در الجزایر است که در استان غلیزان واقع شده‌است.